# Station Lent Thermion
Station Lent Thermion is een voormalige stopplaats aan de spoorlijn Nijmegen-Arnhem. De stopplaats werd op verzoek van de firma Thermion geopend op 3 juli 1944 voor het personeel. De firma Thermion was een fabriek in radiobuizen en gloeilampen in Lent.

## De stopplaats
Het betrof een enkel perron met wachthuisje aan de westzijde van de spoordijk ter hoogte van km. 13,9. Ongeveer een halve kilometer ten noorden van de huidige halte. De halte is bij de gevechten rond Nijmegen in september 1944 verloren gegaan en de houten perronresten werden in de daarop volgende winter opgestookt.

## Schadevergoeding
De firma Thermion heeft na de oorlog bij de NS nog een schadevergoeding ingediend voor haar verloren halte. Hierop heeft de NS niet in willen gaan.